# M3 (Moldavië)
De M3 is een hoofdweg in het zuiden van Moldavië met een lengte van 180 kilometer. De weg loopt van de hoofdstad Chisinau via Cimișlia en Comrat en Vulcănești naar de grens met Roemenië. In Roemenië loopt de weg als DN2B verder naar Galați. 
De M3 is onderdeel van de E584 tussen Poltava in Oekraïne en Slobozia in Roemenië. Tussen Giurgiulești en de grens loopt de E87 ook over de M3.

## Bijzonderheden
De Oekraïense M15 loopt bij Vulcănești mee met de M3. Deze ongewone situatie is ontstaan door het uiteenvallen van de Sovjet-Unie. De weg heette toen A290. Na de onafhankelijkheid van Moldavië en Oekraïne in 1991 kwam de weg in beide landen te liggen. 
M1 · 
M2 · 
M3 · 
M4 · 
M14 · 
M21